# Пилишчаба
Пи́лишчаба (венг. Piliscsaba) — посёлок в центральной части Венгрии, в медье Пешт неподалёку от Будапешта. Население — 7466 человек (2007). Посёлок известен тем, что в нём расположен факультет гуманитарных наук Католического университета Петера Пазманя. В Пилишчабе провёл большую часть жизни, скончался и похоронен генерал Вильмош Надь. В 2010 году в Пилишчабе проходил Международный конгресс финно-угроведов.

## География и транспорт
Пилишчаба расположена в 24 км на северо-запад от центра Будапешта. Посёлок окружают холмы высотой до 400 метров, с севера холмы Пилиш (по которым Пилишчаба получила название), с юга — Будайские холмы. Через город проходит автодорога № 10 Будапешт — Дорог — Эстергом и железнодорожная ветка Будапешт — Эстергом. В посёлке есть железнодорожная станция, время в пути на поезде от Будапешта около 50 минут.

## Города-побратимы
- Вельки Лапаш[вд], Словакия (2004)
- Кераско, Италия (2005)
- Мёкмюль, Германия (2004)

## Достопримечательности
- Католическая барочная церковь ордена клариссинок (1728 год).
- Протестантская церковь (1939 год). Построена по инициативе Вильмоша Надя.
- Факультет гуманитарных наук Католического университета Петера Пазманя. Здания факультета построены в 90-х годах XX века на месте бывших бараков Советской армии. Главное здание факультета Стефанеум спроектировано в оригинальном современном стиле. Архитектор — Имре Маковец.

## Население
| Год  | Численность | Численность |
| ---- | ----------- | ----------- |
| 2013 | 7950        | [ 2 ]       |
| 2014 | 7982        | [ 3 ]       |
| 2018 | 8391        | [ 4 ]       |
| 2021 | 8772        | [ 5 ]       |
| 2022 | 8684        | [ 6 ]       |
| 2023 | 8612        | [ 7 ]       |
| 2024 | 8560        | [ 1 ]       |

## Галерея

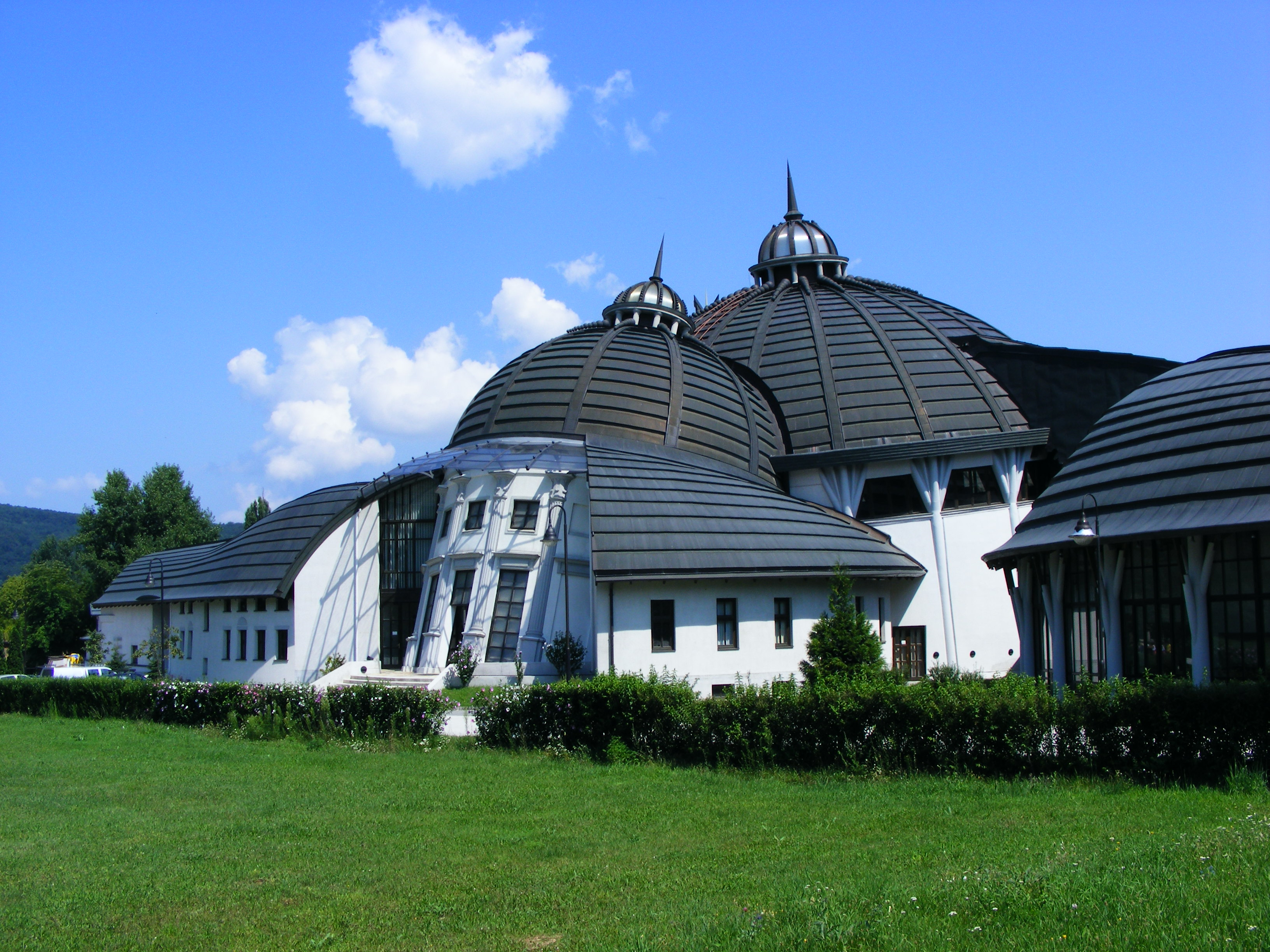
Стефанеум, главное здание факультета гуманитарных наук
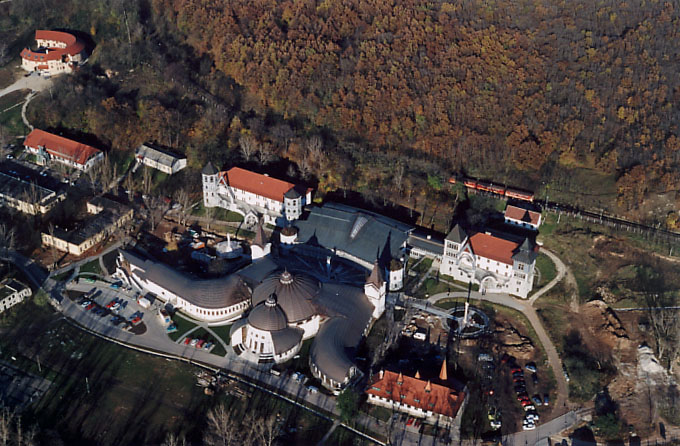
Здания факультета с воздуха
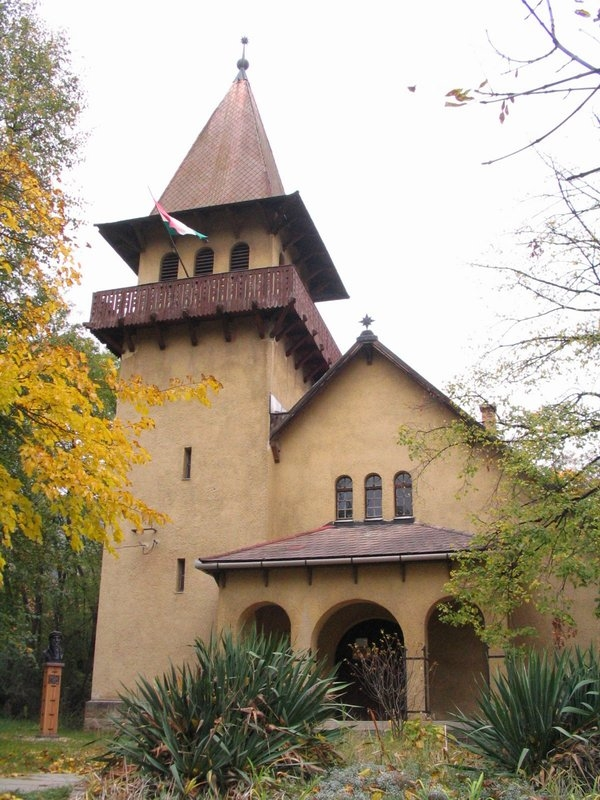
Протестантская церковь (1939 год)
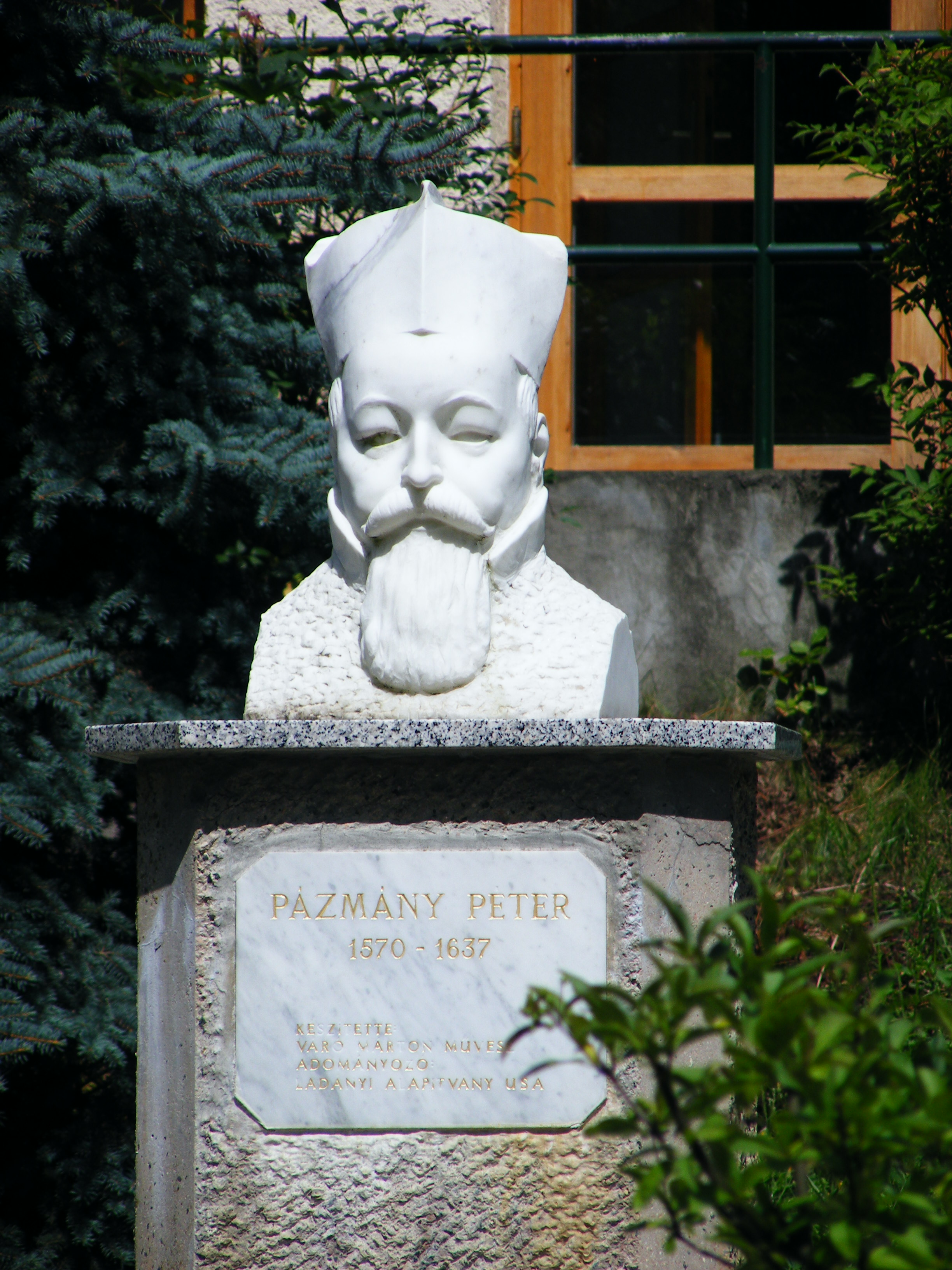
Бюст Петера Пазманя